# Anders Jonsson (orgelbyggare)
Anders Jonsson, född 19 september 1788 i Åsbo församling, Östergötlands län, död 5 augusti 1861 i Ringarums församling, Östergötlands län, var en svensk orgelbyggare. 

## Biografi
Jonsson födde 19 september 1788 på Ingemarstorp i Åsbo församling. Han var son till Jonas Månsson och Greta Nilsdotter.
Jonsson avlade organistexamen 1808 i Linköping. Bor före 1809 i Skällvik. Flyttar 1809 till skräddaren Petersson på Hagakvarteret 32 i Söderköping. Där arbetade han som musiker. Han var inhyse på Husby slott från år 1810–1818 som musiker.
Jonsson blev 1818 organist och klockare i Ringarums församling. Han flyttade samma år till Klockargården i Ringarum. Omkring 1830 flyttade familjen till Sörby Lillgård i Ringarum.

### Familj
Gifte sig 14 januari 1818 i Mogata med kammarmamsell Wilhelmina Catharina Vigius (född 1786). Hon var dotter till bokhållaren Nils Johan Wigii och Stina Greta Falk. De fick tillsammans barnen Sophia (född 1818), Johan Melker (född 1819), Bror (född 1822), Ulrika (född 1824), Christina (född 1826) och Beata (född 1829).

## Byggda orglar
| År              | Ursprunglig kyrka | Stift      | Bild | Manualer | Pedal   | Stämmor | Bevarad orgel/fasad | Övrigt |
| --------------- | ----------------- | ---------- | ---- | -------- | ------- | ------- | ------------------- | --- |
| 1827            | Krokeks kyrka     | Linköpings |      |          |         |         | Nej/Nej             | En ny orgel byggdes 1877 av E A Setterquist & Son, Örebro med 6 1⁄2. Orgeln förstördes 1889 i en brand. |
| 1828            | Styrstads kyrka   | Linköpings |      |          |         | 7 1⁄2   | Nej/Ja              | Ombyggnation och nybyggnation. En ny orgel byggdes 1927 av A Mårtenssons Orgelfabrik AB, Lund. |
| 1831            | Pelarne kyrka     | Linköpings |      |          |         | 7       | Nej/Ja              | En ny orgel byggdes 1925 av Olof Hammarberg, Göteborg. |
| 1834            | Gusums kyrka      | Linköpings |      |          |         | 12      | Nej/Nej             | En ny orgel byggdes 1914 av Eskil Lundén, Göteborg. |
| 1841            | Djursdala kyrka   | Linköpings |      | 1        | Bihängd | 9       | Ja/Ja               | Orgeln har under åren förändrats flera gånger. 1939 byggdes en självständig pedalstämma och ett crescendoskåp av A Magnussons orgelbyggeri AB, Göteborg. 1965 togs crescendoskåpet bort av Bröderna Moberg, Sandviken. 1972 togs den självständiga pedalstämman bort av Einar Berg, Stockholm. 1988 renoverades orgeln av Nils-Olof Berg, Nye. |
| 1846            | Mogata kyrka      | Linköpings |      |          |         | 9       | Nej/Ja              | En ny orgel byggdes 1943 av E A Setterquist & Son, Örebro. |
| 1853            | Konungsunds kyrka | Linköpings |      | 1        | Bihängd | 8       | Ja/Ja               | 1965 renoverades orgeln av A Magnussons Orgelbyggeri AB, Göteborg. |
| 1836 eller 1858 | Börrums kyrka     | Linköpings |      |          |         |         | Nej/Nej             | En ny orgel byggdes 1871 av Gustaf Dahlström, Gusum. |

### Reparationer
| År   | Ursprunglig kyrka                | Stift     | Bild | Manualer | Pedal | Stämmor | Bevarad orgel/fasad | Övrigt        |
| ---- | -------------------------------- | --------- | ---- | -------- | ----- | ------- | ------------------- | ------------- |
| 1829 | Skällviks kyrka                  | Linköping |      |          |       |         |                     | Reparation.   |
| 1830 | Sankta Gertruds kyrka, Västervik | Linköping |      |          |       |         |                     | Reparation.   |
| 1831 | Vikingstads kyrka                | Linköping |      |          |       |         |                     | Renovering.   |
| 1836 | Viby kyrka, Östergötland         | Linköping |      |          |       |         |                     | Reparation.   |
| 1850 | Yxnerums kyrka                   | Linköping |      |          |       |         |                     | Ombyggnation. |
| 1851 | Skällviks kyrka                  | Linköping |      |          |       |         |                     | Reparation.   |

## Medarbetare och elever
- 1818–1820 - Samuel Kjellman (född 1803). Han var elev hos Jonsson.[7]
- 1840 - Johan Peter Kjellström (född 1805). Han var snickargesäll hos Jonsson.[10]
- 1836–1839 - Jonas Menell (född 1805). Han var organistkandidat hos Jonsson.[10]